# SN 2006bt
SN 2006bt – supernowa typu Ia odkryta 26 kwietnia 2006 roku w galaktyce M+03-41-04. W momencie odkrycia miała maksymalną jasność 17,50m.